# لمور بامبوی کوچک شرقی
 لمور بامبوی کوچک شرقی (نام علمی: Hapalemur griseus) نام یک گونه از تیره لموریان است.